# Dizain
Ein Dizain oder auch Dixain ist in der französischen Verslehre ein Zehnzeiler aus acht- oder häufiger noch zehnsilbigen Versen.
Der Dizain erscheint dabei sowohl strophisch in Gedichtformen wie dem Chant royal als auch als eigenständiges Gedicht, vor allem im 15. und 16. Jahrhundert, etwa bei Clément Marot und Mellin de Saint-Gelais, meist mit dem spiegelsymmetrischen Reimschema [ababbccdcd]. In dem von Maurice Scève 1544 abgeschlossenen Gedichtzyklus Délie, objet de plus haute vertu („Délie, Gegenstand höchster Tugend“) folgen bis auf 15 alle 449 Gedichte diesem Schema. Délie ist sowohl von der Thematik als von der Struktur her als der erste französische Zyklus in der Tradition von Francesco Petrarcas Canzoniere zu sehen, wobei an Stelle des Petrarkischen Sonetts der dizain scévien tritt. Diese Entsprechung formuliert Thomas Sébillet in seiner Art poétique françoys von 1548 folgendermaßen:

„… le sonnet n’est autre chose que le parfait épigramme de l’Italie comme le dizain du Français“

„… das Sonett ist in Italien die vollkommene Form des Epigramms so wie der Dizain in Frankreich“

Bei den Dichtern der Pléiade erscheint der Dizain seltener eigenständig, häufiger mit wechselnden Silbenzahlen in den Versen und nun meist mit dem Reimschema [ababccdeed]. Im Anschluss an François de Malherbe bleibt der Dizain die klassische Odenstrophe, findet sich gelegentlich noch bei Voltaire, Jacques Clinchamps de Malfilâtre, Alphonse de Lamartine und Victor Hugo, kommt dann aber außer Gebrauch, bis er Ende des 19. Jahrhunderts von François Coppée und Paul Verlaine erneut aufgegriffen wird.
Außerhalb Frankreichs finden sich Beispiele für die Verwendung des Dizain in der englischen Dichtung bei Philip Sidney (Old Arcadia und New Arcadia) und in der russischen Dichtung des 18. Jahrhunderts bei Michail Wassiljewitsch Lomonossow und Gawriil Romanowitsch Derschawin.